# Personaggi di Ultimo (miniserie televisiva)
Questa voce elenca i personaggi della miniserie televisiva Ultimo.

## Gruppo Crimor

### Ultimo
Roberto Di Stefano, detto Ultimo, è il Capitano (poi Colonnello) dei carabinieri a capo di un piccolo gruppo che nasce con lo scopo di arrestare il boss Salvatore Partanna. Il gruppo viene battezzato CRIMOR. Interpretato da Raoul Bova.

### Solo
Il maresciallo Riccardo Fortunato Cotone (chiamato "Riccardo Fortunato" nella prima serie e "Riccardo Cotone" nella seconda). Detto Solo, è il migliore amico di Ultimo. È sposato ma non ha figli. Sua moglie diviene carissima amica di Ultimo tra la prima e la seconda serie, ma lo lascia nella seconda a causa delle sue continue assenze per lavoro. Ha prestato servizio con Ultimo e Aspide a Militello delle Madonie ancor prima che Ultimo fondasse Crimor, per poi recarsi da lui a Roma quando questi fonda il gruppo per scovare Salvatore Partanna.

### Arciere
L'appuntato Alfredo Tosello, detto Arciere, è un uomo che riscuote molto fascino tra le donne e molto spesso questa sua caratteristica lo metterà in serio pericolo come quando viene ferito dal killer della mafia Pasquale Corinna, detto Pugliese nel primo capitolo..

### Aspide
Il brigadiere Francesco Patania, detto Aspide, ha già lavorato in passato con il capitano Ultimo e si dimostra fin da subito disponibile a entrare a far parte del gruppo CRIMOR che ha lo scopo di arrestare il latitante boss Partanna. È appassionato di Dylan Dog.

### Ombra
Il maresciallo Giovanni Giorgio Sarubbi (chiamato "Giovanni Sarubbi" e "Riccardo Sarubbi" nella prima serie e "Giorgio Sarubi" nella terza) nato a Roma il 3 agosto 1967 (il 7 luglio 1963, nella terza serie). Detto Ombra, viene reclutato nel gruppo formato da "Ultimo" per arrestare il boss latitante Partanna. Sposato con Milena, ha una bambina di pochi anni. Nel secondo capitolo della saga diventa padre per la seconda volta, proprio mentre è in missione. Muore all'inizio del terzo capitolo della saga mentre stava indagando con Aspide, Arciere, Veleno e Vichingo sul clan mafioso della famiglia De Rosa venendo scoperto e ucciso dai killer Angelo e Vito.

### Pirata
L'appuntato Tommaso Partino, detto Pirata, è il membro più giovane del gruppo CRIMOR. Con un passato da ladro di macchine è entrato nell'Arma Dei Carabinieri dopo essere stato arrestato da Ultimo.

### Parsifal
L'appuntato Domenico Nocelli, nato a Geraci Siculo il 14 gennaio 1968. Detto Parsifal, lavora in archivio ed è un esperto informatico del computer. È il primo con cui Ultimo si lega e fa amicizia al momento di fondare il gruppo, esclusi Solo e Aspide che già il Capitano conosceva. Assieme, Nocelli e Ultimo cercano i profili adatti per i membri di Crimor. Nocelli chiede a Ultimo di mettere a disposizione le sue abilità quando questi fonda il gruppo Crimor con lo scopo di arrestare Salvatore Partanna, ma, purtroppo per il gruppo, Parsifal non vivrà abbastanza per essere partecipe alla cattura del latitante: muore infatti di leucemia dalla quale era afflitto da tempo con accanto a sé la sorella e i fedeli compagni del gruppo.

### Veleno
Carabiniere Lu Xun, di origine cinese, nuovo membro del gruppo CRIMOR, entrato a far parte della squadra nel secondo episodio.

### Vichingo
Membro del gruppo, entrato a far parte della squadra alla fine del secondo episodio vedendo, pieno d'ammirazione, come Ultimo e i suoi hanno fermato i Catalano. Poi sostituisce come esperto tecnico Ombra, ucciso dalla famiglia mafiosa dei De Rosa. È l'unico di cui non sappiamo mai il vero nome.

### Ronin
Il maresciallo Fulvio Menfi, detto Ronin, è un amico di vecchia data di Ultimo ed entrerà anche lui a far parte del nuovo gruppo CRIMOR nella seconda fondazione, anni dopo il suo scioglimento. Il gruppo ha lo scopo di fermare un traffico di scorie radioattive, cui rimarrà vittima la moglie Maria, che perderà il figlio.

### Gelo
Il carabiniere Guglielmo Fiore, detto Gelo è il nuovo membro del gruppo creato da Ultimo.

### Apache
Il vicebrigadiere Lorenzo Ponti, detto Apache, è il nuovo membro del gruppo creato da Ultimo.

### Pocahontas
Carabiniere Lidia Radizzi, detta Pocahontas è il nuovo membro del gruppo creato da Ultimo.

## Cattivi

### Salvatore "Totò" Partanna
Boss latitante, detto lo "Zio" o la "Bestia", per la sua ferocia, è l'obiettivo principale di "Ultimo". Mandante delle più numerosi stragi di mafia, fra quelle del giudice Giovanni Falcone. Viene infine arrestato dal gruppo di Ultimo grazie alla collaborazione del pentito Giuseppe Niscemi. Cercherà in ogni modo di ucciderlo anche dal carcere di massima sicurezza, lì dov'è rinchiuso.

### Il "Pugliese"
Pasquale Corinna detto il "Pugliese" è il killer al servizio del boss Partanna e suo asso nella manica.

### Giuseppe Niscemi
Ragioniere affiliato al clan di Salvatore Partanna. Dopo essere stato arrestato da "Ultimo" decide di collaborare con la polizia in quanto è l'unico a saper riconoscere Partanna. Grazie alle sue informazioni, il gruppo riesce a rintracciare e ad arrestare il boss latitante. Ispirato al "boss dei due mondi" Tommaso Buscetta.

### Don Rocco Catalano
Capo di una potente famiglia mafiosa. All'inizio della seconda serie sappiamo che, dopo la morte del padre latitante in Argentina, lui e il fratello Pasquale diventano i capi del Clan. Il suo obiettivo però è molto più ambizioso: dopo il vuoto di potere lasciato dalla cattura di Partanna, dalla latitanza dei Corleonesi e dalla strage dei camorristi al ristorante, vuole diventare il nuovo Capo dei Capi di Cosa Nostra. Perciò, insieme al fratello Pasquale, porta avanti un colossale traffico di droga. Al termine della seconda serie i suoi piani falliscono a opera del Crimor, ma all'inizio della terza, tre anni e mezzo dopo, sembra essere riuscito nel suo intento.

### Don Nicola De Rosa
Capofamiglia di un clan mafioso in affari con il clan dei Catalano, cui si riferisce in modo referenziale come suo superiore. Con l'arresto del padre, Don Nicola prende in mano le redini della famiglia deciso a espandere il suo potere entrando in affari con i colombiani per il traffico di droga. In realtà l'obiettivo è usare la droga come merce di scambio per delle barre di uranio arricchito da rivendere poi ai terroristi.

### Antonio "Toni" De Rosa
Fratello di Nicola mostra un carattere molto diverso da lui. Al contrario di suo fratello sospetta di "Ultimo", arrivando quasi a smascherare la sua identità di carabiniere quando scopre che ha un figlio, Nicolas.

### Antonio "Totò" Murace
Killer calabrese al servizio di Bruno Polimeni. Deciderà infine di collaborare con il Colonnello "Ultimo" alla cattura di Polimeni dopo aver scoperto di avere un figlio di nome Diego, che avuto dalla relazione con Francesca.

### Bruno Polimeni
Apparentemente onesto imprenditore è in realtà un boss calabrese immischiato nel traffico delle scorie radioattive e nucleari. È un buon conoscente di Partanna e accoglie benevolmente il suo desiderio, in cambio di un milione di euro, di veder morire "Ultimo". È lui invece a essere fermato da "Ultimo" prima di riuscire a ucciderlo.

### El Cobra
Ex militare messicano e Capo del cartello degli Zetas. Per arrivare a lui, Ultimo dovrà entrare in contatto con Laura Zunida Aguilar, la sua donna, che vive a Roma per gestire i traffici europei del suo compagno.

## Altri personaggi

### Trani
Generale della caserma dove lavora "Ultimo", è un tipo autorevole e severo ma anche disponibile a dare il suo aiuto al gruppo CRIMOR creato da Ultimo.

### Francesca Montanari
Procuratore e amica di "Ultimo", sosterrà il gruppo CRIMOR nella cattura del boss Partanna.

### Guido Baratta
Sostituto procuratore che sembra provare nei confronti di "Ultimo" una profonda avversione e cercherà in tutti i modi di togliergli le indagini su Partanna.

### Carmela
Frequenta la stessa palestra del mafioso Domenico Uncini, si innamorerà di Arciere ed insieme i due, grazie a "Ultimo" e "Solo" riescono a salvarsi dal killer il "Pugliese" che verrà arrestato definitivamente.

### Giudice Giorgio Niboli
Detto "Il Nibbio", era un caro amico di "Ultimo" e fu ucciso da Partanna nello stesso periodo delle stragi che, fino al 1992, portarono alla morte di eroici servitori dello Stato quali Giovanni Falcone e Paolo Borsellino.

### Giudice Ranieri
Non lo vediamo mai ma sappiamo che era un caro amico di "Ultimo" come Niboli, e fu ucciso dai Catalano il 7 novembre 1991. Otto anni dopo, "Ultimo" avrà occasione di fare giustizia fermando il loro piano di espansione dentro Cosa Nostra.

### Nicolas
Figlio adottivo di "Ultimo" che il capitano ha portato con sé dal Guatemala.

### Anna De Rosa
Unica figlia del boss Don Nicola, è all'oscuro delle attività criminali del padre e dello zio.

### Diego
Figlio di Francesca cresciuto da "Ultimo" dopo la morte della madre. Si scoprirà in seguito che il vero padre del bambino è il killer mafioso Totò Murace. Questo lo porterà alla redenzione e a far catturare Bruno Polimeni.

## Personaggi secondari
- Maggiore Fiorentini: superiore e amico di "Ultimo". Viene ucciso dal "Pugliese" il killer di Partanna.
- Don Giovanni De Rosa: boss mafioso padre di Nicola e Toni.
- Angelo: uomo della famiglia De Rosa e assassino di "Ombra".
- Vito: uomo della famiglia De Rosa e assassino di "Ombra".
- Carlos Rodrigo: boss narcotrafficante colombiano in affari con i De Rosa.
- Deborah: amica e avvocato difensore di "Ultimo" al processo contro di lui.
- Francesca: ex fidanzata di Totò Murace e madre di Diego. Viene uccisa da Totò.
- Stella: amica di Francesca. Verrà uccisa da Totò Murace.
- Maria: maresciallo capo del NOE e moglie di "Ronin"
- Nina Polimeni: figlia del boss Bruno Polimeni. Non sa che il padre è un boss freddo e spietato della "Ndràngheta"